# Amphithemis kerri
Amphithemis kerri is een libellensoort uit de familie van de korenbouten (Libellulidae), onderorde echte libellen (Anisoptera).
De wetenschappelijke naam Amphithemis kerri is voor het eerst geldig gepubliceerd in 1933 door Fraser.